# Tanjung Harapan (Merbau Mataram)
Tanjung Harapan is een bestuurslaag in het regentschap Lampung Selatan van de provincie Lampung, Indonesië. Tanjung Harapan telt 1684 inwoners (volkstelling 2010).